# Кирилова, Росица
Росица Кирилова Георгиева-Начева (болг. Росица Кирилова Георгиева-Начева, 2 июля 1963, София, Болгария) — болгарская певица, композитор, телеведущая, общественный деятель.

## Биография
Росица Кирилова родилась 2 июля 1963 года в Софии.
Окончила с отличием гимназию. В 1990 году окончила Софийский университет по специальности «журналистика», в 2004 году стала магистром кинематографического и телевизионного искусства и режиссуры в Новом болгарском университете.
Начала музыкальную карьеру в ВИА «Следа», исполнявшем кантри. В 1982 году исполненные Кириловой песни «Не ни достига радостта» и «Тичам към теб» были изданы на пластинке-сборнике «Балкантона».
В 1983 году записала первые самостоятельные песни — «Тишина» и «За теб живея». Исполнительская манера Кириловой, близкая к кантри, простота и непосредственность помогли ей уже скоро успешно конкурировать со звёздами болгарской эстрады.
В 1985 году завоевала награду конкурса «Мелодия года» с песней «Любов завинаги» и радиоконкурса «Пролет» с песней «Сбогом, клас», которую исполнила вместе с братьями Аргировыми. В 1987 году Кирилова участвует в турне с чехословацким певцом Карелом Зихом, выступает в чехословацкой телепередаче «Телеварьете». В 1988 году успешным становится её дуэт с Георгием Христовым — за песню «Нещо невероятно» они становятся лауреатами конкурса «Пролет».
Альбом Кириловой «Живей за мига», который вышел в 1992 году, стал первым в Болгарии, выпущенным на CD.
Многократно была признана лучшей певицей страны в ежегодном опросе издания «Музикална стълбица».
С 1995 по 2010 годы вела на болгарском ТВ авторскую передачу «За животните с любов».
В 1999 году избрана послом доброй воли ЮНИСЕФ в Болгарии, участвовала в создании гимна болгарского ЮНИСЕФ «Да протегнем на някой ръка».
Выступала с концертами в Болгарии, Германии, России, Швеции, Чехии, Турции, Румынии, Финляндии.
Пела дуэтом с болгарскими исполнителями Мустафой Чаушевым, Георгием Христовым, братьями Аргировыми, Панайотом Панайотовым, Нели Рангеловой. В репертуаре Кириловой есть много детских песен.

## Личная жизнь
С 1986 года замужем за поэтом Георгием Начевым, который был автором ряда песен Кириловой. Детей нет.

## Дискография

### Студийные альбомы
- 1983 — Тишина
- 1984 — Любов завинаги
- 1985 — Усмихни се за мен
- 1986 — Росица Кирилова
- 1987 — Кажи ми добър ден
- 1987 — Всичко е музика / Доверие (дуэт с Георги Христовым)
- 1988 — Нещо невероятно (дуэт с Георги Христовым)
- 1989 — Приятелите винаги остават
- 1990 — Вик за близост (дуэт с Нели Рангеловой)
- 1990 — Всяко нещо има свое време
- 1993 — Живей за мига
- 1994 — Мики Маус
- 1995 — Без маска и грим (альбом дуэтов с Панайотом Панайотовым)
- 1995 — Моята кукла Барби
- 1996 — Вълшебница
- 1997 — Учителко, целувам ти ръка
- 1998 — Бог да е с теб
- 1999 — Парцалина
- 2000 — Банани с пижами
- 2002 — Роси и приятели
- 2006 — Сърцето знае защо…
- 2012 — Защото те обичам
- 2012 — Момичето с мечето

### Сборники
- 2008 — 25 години на сцената — Като да и не
- 2012 — Росица Кирилова — Авторски песни
- 2015 — Защото те обичам (антология)
- 2017 — 35 години на сцена — любими песни

### В альбомах других исполнителей
- 1986 — Първи бяхме на хорото (дуэт с Мустафой Чаушевым в альбоме «Злато мое»)
- 1991 — Корабът (дуэт с Мустафой Чаушевым в альблме «Тук е моят дом»)
- 2008 — Песен за душата (дуэт с Мустафой Чаушевым в альбоме «Богатство»)

## Видеоиздания
- Монолог за двама
- Без маска и грим
- Бог да е с теб
- Всичко е любов — 25 година на сцена